# 福島県立双葉翔陽高等学校
福島県立双葉翔陽高等学校（ふくしまけんりつ ふたばしょうようこうとうがっこう）は、福島県双葉郡大熊町に所在する県立高等学校。2021年12月現在、東日本大震災及び原発事故の影響で休校中。

## 概要
旧称は福島県立双葉農業高等学校であった。

## 設置学科
- 全日制課程　
  - 総合学科

## 沿革
- 1958年4月1日 - 浪江高校大野分校と富岡高校農業部とを統合し、県立双葉農業高等学校が開校。
- 1961年4月1日 - 全日制課程を設置（当時の募集定員：畜産科４０名　家庭科４０名）
- 1997年 - 設置学科を総合学科に転換し、校名を福島県立双葉翔陽高等学校に改称する。
- 2015年4月 - 福島県立ふたば未来学園高等学校開校に伴い、双葉翔陽高校の募集停止。
- 2017年3月 - 休校

## 部活動
- 陸上競技部
- ソフトテニス部
- 野球部
- 柔道部
- 吹奏楽部
- パソコン部
- 美術部

## 交通
- JR常磐線大野駅下車、徒歩。

## その他
2011年3月11日の東北地方太平洋沖地震に伴って発生した福島第一原子力発電所事故により避難指示がされた福島第一原子力発電所を中心とする半径20km以内の地域にあるため、福島県立福島明成高等学校に仮の事務所が設けられた。また、入試に関しては合否判定が不可能となったためII期選抜試験受験者全員を合格とする措置がとられた。